# 아이번 레이미
아이번 레이미(Ivan M. Raimi, 1956년~ )는 미국의 시나리오 작가이자 정골의학 박사이다.

## 생애
다섯 아이 가운데 셋째인 아이번은 란제리 가게를 운영하는 실리아 바버라와 가구점을 운영하는 레너드 로널드 레이미의 아들로 미시간주 로열오크에서 태어났다. 아이번은 보수파 유대교에서 자랐다. 그의 조상은 러시아와 헝가리에서 이주하였다. 그는 미시간 주립 대학교를 졸업하고 1984년에 디모인 대학교에서 정골의학 박사 학위를 받았다.
아이번은 샘 레이미와 테드 레이미 형제와 프로젝트에 동참하곤 하였다. 그 작품 가운데 가장 잘 알려진 것이 이블 데드 3이며 이 작품은 호러 영화 이블 데드와 이블 데드 2의 뒤를 잇는다. 그는 다크 호스 코믹스의 "Army"라는 만화책을 공동 저작하기도 하였다. 주직업이 의사였으므로 엔터테인먼트 산업에서 지속적으로 일을 하지는 못했다.
이러한 성공이 있기까지 아이번 레이미는 그의 형제 샘 레이미가 초기에 만들던 영화에 어느 정도 기여하기도 하였다. 이 가운데 몇몇 작품들은 미시간주에서의 아마추어적인 노력이 있었다.
아이번 레이미는 다크맨의 공동 저자이기도 하다. 그는 짧은 기간 방영된 스파이 게임이라는 시리즈를 만들었으며, 샘 레이미가 감독하고 테드 레이미가 주연으로 나온 두 작품 스파이더맨 3, 드래그 미 투 헬의 이야기와 시나리오를 공동으로 써내려가기도 했다.

## 참여 작품
- 다크맨
- 반칙 게임
- 이블 데드 3 - 암흑의 군단
- 스파이더맨 3
- 드래그 미 투 헬
- 애쉬 vs 이블 데드

## 추가 문헌
- Warren, Bill. The Evil Dead Companion, pg. 141-2. ISBN 0-312-27501-3
- Raimi, Sam. Army of Darkness DVD audio commentary.